# Rick Nicolet
Rick Nicolet, de son vrai nom Hendrika Nicolette Koek, née le 21 décembre 1943 à Wilnis, est une actrice néerlandaise.

## Filmographie

### Cinéma
- 1990 : Eva Bonheur (nl) : Mop
- 1993 : Richting Engeland (nl) : Mère de Hans
- 1996 : Roomservice 'n Candid Comedy : Mme Serooskerken
- 1996 : Always yours, for never : Hanna
- 1996 : Naar de klote! : Mère de Jacqueline
- 1998 : De Jantjes (nl) : Tante Piet
- 1999 : Dat is nooit mijn naam geweest : Gonnie
- 1999 : Kruimeltje : Mère de Keyzer
- 2004 : Stille Nacht (nl) : Mme Brouwer
- 2004 : De dominee (nl) : Rie Slotemaker
- 2006 : Le Champion du siècle (Sportman van de Eeuw) de Mischa Alexander : Oude Tjitske
- 2006 : Ik omhels je met 1000 armen (nl) : Livia
- 2011 : Ontwaking : Oma
- 2013 : Daglicht (nl) : Mère de Hees
- 2013 : Spijt! : Oma
- 2013 : Stand-by Me (nl) : Johanna

### Téléfilms
- 1990-1991 : GTST : Marian van Thijn
- 1992 : Bureau Kruislaan (nl) : Kerkbode kater
- 1993-1995 : Coverstory (nl) : Deux rôles (Rietje de Wilde et Hitske Bierma)
- 1993-1995 : Vrouwenvleugel (nl) : Tonny de Boer
- 1995 : Voor hete vuren (nl) : Rôle inconnu
- 1996 : 't Zal je gebeuren... (nl) : Sabine
- 1996 : Fort Alpha (nl) : Hermine Ploos
- 2000 : Blauw blauw (nl) : Betty den Drijver
- 2000 : De Aanklacht : Mère de Stijn
- 2000-2003 : Russen (nl) : Deux rôles (Lies Schipper et Helen)
- 2001 : Verkeerd Verbonden (nl) : Rôle inconnu
- 2001 : Dok 12 : Diane Hekkers
- 2001 : Wet & Waan (nl) : La juge
- 2001 : Rozengeur & Wodka Lime (nl) : Corry Teijsse
- 2004 : Zes minuten : La mère
- 2005 : Enneagram : Maria
- 2006 : Grijpstra & de Gier (nl) : La mère de Joop
- 2009 : Flikken Maastricht : Helma Matema
- 2009 : 13 in de oorlog (nl) : Riet Haveman
- 2009-2010 : Na dobre i na złe (nl) : Mère de Ruud
- 2010 : Hunting & Zn. : Mère de Meijer
- 2010 : Deadline (nl) : Mère de Tamara Zorgvlied
- 2010 : Bernhard, schavuit van Oranje (nl) : Koningin Wilhelmina
- 2011 : Rembrandt en ik (nl) : Neeltje
- 2012-2018 : Dokter Deen (nl) : Klaartje Barendtz
- 2017-2018 : Het geheime dagboek van Hendrik Groen (nl) : Ria Travemundi
- 2018 : Ik Weet Wie Je Bent (nl) : Oma Eva
- 2019 : Kapsalon Romy : Mère de Marie